# Copa UC Sub-17 de 2014
La Copa UC Doggis Sub-17 de 2014 fue la XIII edición de la Copa UC Sub-17, torneo de fútbol juvenil organizado por el Club Deportivo Universidad Católica. Comenzó el 17 de diciembre y terminó el 21 de diciembre de 2014.

## Equipos participantes
| Equipo o Selección    | País      |
| --------------------- | --------- |
| Universidad Católica  | Chile     |
| Argentina Sub-17      | Argentina |
| Colombia Sub-17       | Colombia  |
| México Sub-17         | México    |
| Paraguay Sub-17       | Paraguay  |
| Chivas de Guadalajara | México    |
| Chile Sub-17          | Chile     |
| Perú Sub-17           | Perú      |

## Resultados

### Primera fase

#### Grupo A
| Equipo                | Pts | PJ | PG | PE | PP | GF | GC | DIFE |
| --------------------- | --- | -- | -- | -- | -- | -- | -- | ---- |
| Paraguay              | 7   | 3  | 2  | 1  | 0  | 4  | 1  | 3    |
| Colombia              | 5   | 3  | 1  | 2  | 0  | 6  | 3  | 3    |
| Chile                 | 2   | 3  | 0  | 2  | 1  | 2  | 3  | -1   |
| Chivas de Guadalajara | 1   | 3  | 0  | 1  | 2  | 0  | 5  | -5   |

| 17 de diciembre de 2014, 10:30 | Colombia                                              | 3:0     | Chivas de Guadalajara | Cancha 1, San Carlos de Apoquindo, Santiago de Chile |  |
|                                | - John Arango 34' - Edwin Cetré 48' - David Pérez 73' | Reporte |                       |                                                      |  |

| 17 de diciembre de 2014, 20:40 | Chile | 0:1     | Paraguay                 | Estadio San Carlos de Apoquindo, Santiago de Chile |  |
|                                |       | Reporte | - Christhián Paredes 19' |                                                    |  |

| 18 de diciembre de 2014, 10:30 | Colombia          | 1:1     | Paraguay             | Cancha 1, San Carlos de Apoquindo, Santiago de Chile |  |
|                                | - Edwin Cetré 73' | Reporte | - Carlos Ferreira 7' |                                                      |  |

| 18 de diciembre de 2014, 20:40 | Chile | 0:0     | Chivas de Guadalajara | Estadio San Carlos de Apoquindo, Santiago de Chile |  |
|                                |       | Reporte |                       |                                                    |  |

| 19 de diciembre de 2014, 10:30 | Paraguay                | 2:0     | Chivas de Guadalajara | Cancha 1, San Carlos de Apoquindo, Santiago de Chile |  |
|                                | - Edgar Riveros 12' 15' | Reporte |                       |                                                      |  |

| 19 de diciembre de 2014, 20:40 | Chile                                      | 2:2     | Colombia                            | Estadio San Carlos de Apoquindo, Santiago de Chile |  |
|                                | - René Meléndez 34' - Mathías Galdames 68' | Reporte | - Jhon Arango 29' - Steven Vega 45' |                                                    |  |

#### Grupo B
| Equipo               | Pts | PJ | PG | PE | PP | GF | GC | DIF |
| -------------------- | --- | -- | -- | -- | -- | -- | -- | --- |
| México               | 7   | 3  | 2  | 1  | 0  | 4  | 1  | 3   |
| Universidad Católica | 6   | 3  | 2  | 0  | 1  | 4  | 3  | 1   |
| Argentina            | 2   | 3  | 0  | 2  | 1  | 3  | 5  | -2  |
| Perú                 | 1   | 3  | 0  | 1  | 2  | 5  | 7  | -2  |

| 17 de diciembre de 2014, 12:00 | Perú                | 1:2     | México                                     | Cancha 1, San Carlos de Apoquindo, Santiago de Chile |  |
|                                | - Roberto Reyna 45' | Reporte | - Kevin Magaña 33' - Francisco Venegas 53' |                                                      |  |

| 17 de diciembre de 2014, 20:40 | Universidad Católica | 2:0     | Argentina | Estadio San Carlos de Apoquindo, Santiago de Chile |  |
|                                | - Vargas 6' 18'      | Reporte |           |                                                    |  |

| 18 de diciembre de 2014, 12:00 | México | 0:0     | Argentina | Cancha 1, San Carlos de Apoquindo, Santiago de Chile |  |
|                                |        | Reporte |           |                                                      |  |

| 17 de diciembre de 2014, 20:40 | Universidad Católica   | 2:1     | Perú                  | Estadio San Carlos de Apoquindo, Santiago de Chile |  |
|                                | - Manuel Reyes 16' 65' | Reporte | - Erinson Ramírez 50' |                                                    |  |

| 19 de diciembre de 2014, 12:00 | Perú                                  | 3:3     | Argentina                                   | Cancha 1, San Carlos de Apoquindo, Santiago de Chile |  |
|                                | - Jesús Mendieta 5' - Iberico 21' 41' | Reporte | - Conechny 9' 29' - Renzo Castro 37' (a.g.) |                                                      |  |

| 19 de diciembre de 2014, 20:40 | Universidad Católica | 0:2     | México                                | Estadio San Carlos de Apoquindo, Santiago de Chile |  |
|                                |                      | Reporte | - José Salas 17' - Iván Gutiérrez 66' |                                                    |  |

### Segunda fase

#### Semifinal
| 20 de diciembre de 2014, 10:30 | Argentina                                              | 3:2     | Chivas de Guadalajara                       | Cancha 1, San Carlos de Apoquindo, Santiago de Chile |  |
|                                | - Palacios 12' - Ricardo Rodríquez 34' - Argañaraz 58' | Reporte | - Luis Olivera 12' (a.g.) - Juan Aguayo 31' |                                                      |  |

| 20 de diciembre de 2014, 12:00 | Chile                                                                     | 3:3 (3 – 4 p.) | Perú                                                                             | Cancha 1, San Carlos de Apoquindo, Santiago de Chile |  |
|                                | - Alonso Rodríguez 59' - Mathías Pinto 64' 70'                            | [http://www.cruzados.cl/2014/12/chile-3-3-3-4-peru/ (enlace roto disponible en Internet Archive; véase el historial, la primera versión y la última). Reporte] | - Iberico 29' - Victor Araya 49' (a.g.) - Erinson Ramírez 56'                    |                                                      |  |
|                                |                                                                           | Tiros desde el punto penal |                                                                                  |                                                      |  |
|                                | Kevin Mellado · Diego Cayupil · Celin Valdés · Juan Araya · Mathías Pinto | | Iberico · Erinson Ramírez · Gerald Tavara · Fernando Pacheco · Hideyoshi Arakaki |                                                      |  |

| 20 de diciembre de 2014, 19:10 | Colombia                              | 2:1     | México              | Estadio San Carlos de Apoquindo, Santiago de Chile |  |
|                                | - David Pérez 31' - Edwar Bolaños 36' | Reporte | - José Esquivel 54' |                                                    |  |

| 20 de diciembre de 2014, 20:40 | Universidad Católica     | 4:1     | Paraguay           | Estadio San Carlos de Apoquindo, Santiago de Chile |  |
|                                | - Vargas 10' 51' 56' 69' | Reporte | - Arturo Aranda 6' |                                                    |  |

#### Séptimo Lugar
| 21 de diciembre de 2014, 10:30 | Chile                                   | 2:4     | Chivas de Guadalajara                                                | Cancha 1, San Carlos de Apoquindo, Santiago de Chile |  |
|                                | - Kevin Mellado 28' - Mathías Pinto 35' | Reporte | - Edson Torres 16' 49' - Fernando Beltrán 33' - Fernando Cibrián 63' |                                                      |  |

#### Quinto Lugar
| 21 de diciembre de 2014, 12:00 | Argentina          | 2:1     | Perú         | Cancha 1, San Carlos de Apoquindo, Santiago de Chile |  |
|                                | - Conechny 15' 66' | Reporte | - Iberico 2' |                                                      |  |

##### Tercer Puesto
| 21 de diciembre de 2014, 19:10 | México | 0:1     | Paraguay              | Estadio San Carlos de Apoquindo, Santiago de Chile |  |
|                                |        | Reporte | - Carlos Ferreira 54' |                                                    |  |

##### Final
| 21 de diciembre de 2014, 20:40 | Universidad Católica | 0:1     | Colombia            | Estadio San Carlos de Apoquindo, Santiago de Chile |  |
|                                |                      | Reporte | - Edwar Bolaños 51' |                                                    |  |

## Campeón
|                              |
| Campeón Colombia 1.er título |

## Goleadores
| Jugador        | Selección o Equipo   | Goles |
| -------------- | -------------------- | ----- |
| Jeisson Vargas | Universidad Católica | 6     |
| Tomás Conechny | Argentina            | 4     |
| Luis Iberico   | Perú                 | 4     |
| Mathías Pinto  | Chile                | 3     |